# بلندآوای ابروسفید
بلندآوای ابروسفید (نام علمی: Lalage moesta) گونه‌ای از پرندگان تیرهٔ کوکو-سنگ‌چشمان (Campephagidae) و بومی اندونزی است، جایی که در جزایر تانیبار وجود دارد.